# Конрад Вайхерт
Конрад Вайхерт (нім. Konrad Weichert, 20 березня 1934 — 8 лютого 2003) — німецький яхтсмен.
Срібний призер Олімпійських Ігор 1972 року в класі Дракон, бронзовий призер 1968 року в класі Дракон.